# 外隙属
外隙属（学名：Episthmium）为棘口科的一个属。
现并入棘隙属（Echinochasmus Dietz, 1909）。

## 下属物种
本属包括以下物种：
- 囊居外颈吸虫 Episthmium bursicola
- 犬外隙吸虫 Episthmium caninum (Verma,1935) Yamaguti, 1958
- 中形外颈吸虫 Episthmium intermedium Skrjabin